# Zauberflöten – Chor schwuler Männer
Die Zauberflöten – Chor schwuler Männer e. V. haben sich am 18. Mai 1994 als schwuler Männerchor gegründet. Seit 2000 ist er im Vereinsregister eingetragen und seit 2001 als gemeinnütziger Verein anerkannt.

## Geschichte
Zweck des Vereins ist die Förderung kultureller Zwecke durch Pflege, Förderung und Ausbreitung des Chorgesanges und die Wahrung musikalischer kultureller Ziele zur Stärkung der Gemeinschaft in der Bevölkerung im In- und Ausland. Hierzu dienen das gemeinsame Musizieren der Mitglieder, ihre öffentlichen Konzerte und Kontakte zu anderen Chören, durch die Vorurteile gegenüber Schwulen und Lesben in der Gesellschaft abgebaut werden.
Musikalischer und künstlerischer Leiter ist seit dem 1. April 2008 Carsten Wüster.
Die Zauberflöten unterhalten mit ironischen, lustigen, besinnlichen und romantischen Bühnenprogrammen, die Gesang, Choreographie, eigene Texte und Moderationen vereinen. Das Repertoire umfasst Musicalnummern und Evergreens, ebenso wie Schlager und Pop in mehrstimmigen Arrangements, a cappella oder mit Klavierbegleitung.
Mit ihren eigenen Programmen treten sie regelmäßig in Köln, zu Gastspielen und Festivalteilnahmen in ganz Deutschland und im europäischen Ausland auf. Wichtige Stationen außerhalb von Köln waren Trier (Tuchfabrik, 1995), Bonn (Brotfabrik, 1998), Arnheim (Musis Sacrum, 1999), Berlin (Kongresshalle, 2001), Hamburg (Markthalle und Ohnsorg-Theater, regelmäßig seit 2003), Zürich (Tonhalle, 2003), Frankfurt (Bürgerhaus Bornheim, 2003 und 2012), Paris (Théâtre Le Trianon, 2005), London (Royal Festival Hall, 2009), Bern (Theater am Käfigturm, 2011), Dublin (The Helix, 2014), München (Gasteig, 2018).
Sie waren Gastchor bei dem Stück Das Werk/Im Bus/Ein Sturz von Elfriede Jelinek in der Inszenierung von Karin Beier am Schauspiel Köln, das von der Zeitschrift Theater heute 2011 als „Inszenierung des Jahres“ ausgezeichnet wurde. Neben über 35 Vorstellungen im Kölner Schauspielhaus wurde die Inszenierung zum Berliner Theatertreffen und zu einem Gastspiel im Deutschen Schauspielhaus Hamburg eingeladen.
Im April 2015 wurden die Zauberflöten von einer Fachjury als einer von zehn Finalisten unter 317 Bewerberchören des WDR-Chorwettbewerbs „Singen macht glücklich“ gewählt.

## Soziales Engagement
Die Zauberflöten wirkten mit bei der Kölner „Nacht der Lichter“ zum Welt-AIDS-Tag. Die Zauberflöten haben die Partnerschaft für das Mahnmal zum Gedenken an die lesbischen und schwulen Opfer des Nationalsozialismus am Kölner Rheinufer übernommen. Ferner sind die Zauberflöten aktiv in der Kölner „Stimmfusion“ (der Zusammenschluss der neun lesbischen, schwul-lesbischen und schwulen Chöre der Stadt) und waren Partner des Chorfestivals im Rahmen der Gay Games Cologne.

## Mitgliedschaften
- Kreis-ChorVereinigung Köln e. V.
- Chorverband NRW e. V.
- Deutscher Chorverband e. V.
- Legato e. V.
- Schwules Netzwerk NRW e. V.

## Programme
- 2018 „Rheinweh“
- 2014 „Trautes Heim“
- 2011 „Schmuckstücke – aufpoliert und neu gefasst“
- 2010 zu Gast bei „Das Werk/Im Bus/Ein Sturz“
- 2009 „Boeuf Katastroff“
- 2007 „Starshine“
- 2004 „Gold“
- 2003 „Willkommen in Neurosia“
- 2001 „Raus aufs Land“
- 1998 „Männer im Spiegel“
- 1996 „Das erste Mal“